# おさなづま
おさなづまは、森高夕次原作、あきやまひでき画の漫画。『漫画アクション』（双葉社）に連載されていた。コミックスはアクションコミックスより全10巻。

## あらすじ
何のとりえもない幼な妻の旗一子が、家事の合間に趣味で漫画を描き始めたところ、少女漫画雑誌「月刊少女ラブリー」（以下「ラブリー」）の新人賞に入選。その後試しに描いてみた漫画「めぐみのピアノ」（以下「めぐピ」）が大ヒットし、それに伴い様々な人が「めぐピ」を巡って右往左往する。
ストーリーの序盤では漫画業界の内幕を描いていたが、中盤以降「めぐピ」の人気を誇張して描き続けた結果ストーリーが現実離れするようになり、ギャグの要素が大幅に強くなった。

## 主な登場人物

### 旗家
旗一子（ペンネームは「ハタ☆イチコ」）
主人公。連載開始当時は16歳という設定。
元々はとある鉄工所の家に生まれたが、中学時代にその鉄工所の経営が傾いたため、運転資金の融資を受ける交換条件として当時信用金庫勤めだった旗一男の妻となる。勉強もまるでだめで、中学卒業後にとあるスーパーでパートとして働いていた時には、よくレジの金額を打ち間違えたりしたため早々にクビになった。
16歳の幼妻なためか、近所の主婦たちから子供のお守りを押し付けられたり、家を占拠されて賭場代わりにされたり、家の中の酒や食品を勝手に飲食される他、夫の一男からは理不尽なDVを受けるなど日ごろ散々な目に遭っているが、近所の主婦達の弱み(援助交際や不倫)を握って彼女たちから口止め料を取るなどの強気な一面もある。
「ラブリー」の新人賞に入選したあと、「ラブリー」編集部に試しに描いてみた「めぐピ」のネーム100ページ分を持ち込んだところ、これを見た杉村や編集長らの判断で増刊号への掲載が決定し（新人漫画家に対しては異例の扱い）、その増刊号のアンケートで圧倒的な1位を獲得したことから本誌への連載を開始。その後「めぐピ」の爆発的なヒットで一躍人気漫画家の仲間入りをする。
「めぐピ」連載開始までは家にテレビも洗濯機もないという生活をしていたが、「めぐピ」のヒット後も生活は質素なままで、相変わらずの公団住宅暮らし（ただしテレビや洗濯機は購入した）。
また原則としてアシスタントを使わず全て一人で作画を行っている（月刊50ページの連載も無事にこなしている）。
旗一男
一子の夫。元々は信用金庫の営業マンだったが、連載開始時点では中古車販売業を営んでいる。北海道出身。
ロリコンでSM好きという変態であり、一子に対しても「あえて処女のまま辱めを受けさせる」ということにこだわり、結婚後もSMプレイは行うもののセックスは行っていなかった。その後一子が漫画家として成功すると、一子に対する劣等感からインポテンツになる（ただし一子以外の女性とのセックスは問題なく行えていた）。
本人は実業家志向が非常に強いが、事業の才能は全くといっていいほどない。連載初期は資金繰りに苦しみながらもまだ何とか中古車店を経営していたものの、連載が進むにつれ、一子が原稿料や印税等で稼いだ金を元手に映画制作会社「スリーエッチムービー」を興すも映画の完成前に資金がショートして倒産したり、大手中古車販売店チェーン「プロトス」を50億円で買収するも一年後にはこれまた倒産したりと、だめっぷりがひどさを増している。
作中では「最後まで『めぐピ』の良さを理解できなかった人物」として描かれているが、最終話直前でようやく「めぐピ」の良さに目覚めた。

### 間東出版
大手出版社。「ラブリー」以外に「少年ヴォーカル」「ヤングヴォーカル」といった漫画雑誌を複数刊行している。
杉村
連載開始当初は「ラブリー」の一編集者。編集部にネームを持ち込んだ一子を最初に応対した人物である。「めぐピ」のヒットにより「ラブリー」の副編集長となり、別冊の編集を任される。その後「ラブリー」本誌の編集長に就任した。
「作者を様々な問題から守るのが編集者の役目」であるという信念を持っており、そのため「めぐピ」のアニメ化企画に対しては「アニメを作者が見ることで作品に悪影響が出かねない」という理由から一貫して反対の姿勢を貫いていた。しかし学生時代からファンであった高畠がアニメ版「めぐピ」の監督を引き受けたことなどから「めぐピ」アニメ化にOKを出す。
最終話では間東出版の社長に就任しており、新入社員から「編集者として最も感動した瞬間」について聞かれ「『めぐみのピアノ』のネームを初めて見た瞬間かな」と答えている。
菊永
「ラブリー」編集部の編集者。杉村が「ラブリー」副編集長に就任したため、その後釜として一子の担当となる。また同時にちよりの担当も務めている。
石田
連載開始当初の「ラブリー」編集長。杉村から渡された「めぐピ」のネームを見て「これほどの才能を埋もれさすのは勿体無い」と「ラブリー」別冊への掲載を決断した人物であり、「めぐピ」のヒットはこの人なくしては考えられない人物である。
連載途中で「ヤングヴォーカル」編集長に異動となり、中古車販売業をたたんで一子のマネージャーとなった一男が「めぐピ」に干渉してくるのを防ぐため、一男を原作者とした漫画「中古車ブローカー・ケン」を企画するなど、策士の一面もある。
小松
杉村の同期。杉村が「ラブリー」編集長に就任した際に人事異動で「ラブリー」にやってきた。いわゆるメディアミックスやマーケティング先行の企画による漫画の展開を得意とし「カリスマ編集者」の異名を取っていたが、近年はヒット作がなく社内では「元カリスマ編集者」と陰口を叩かれていた。
「ラブリー」では得意の手法で「ワンワンわん子」をアンケート1位の座に押し上げようとするが、結果は全くの裏目に出て「ワンワンわん子」は長年守ってきたアンケート2位の座からも滑り落ち、作者のちよりとも衝突。一時は「ワンワンわん子」が休載に追い込まれるほどの事態となる。ちよりの様子を見守っている間に初めて「めぐピ」をまともに読み、それまでの自らの手法とは全く異なる「天才」の存在を認識した。

### 漫画家
渡辺ちより（ペンネームは「チョリィ☆渡辺」）
登場当初は単なる「めぐピ」ファンの女子高生。一子宛に送られてきたファンレターに同封されていた写真を見た一男がちよりを呼び出した。自らも元々漫画を描いていたが（ただし漫画家を目指す気はなかった）、その作品を見た菊永や杉村が「シュールなギャグ路線」の漫画として高い評価をしたことや、一子の原稿料が高いと言う噂が原因によるベテラン漫画家のライバル誌への移籍騒動があったことなどが重なり、「ワンワンわん子」を「ラブリー」で連載開始。以後「めぐピ」と並ぶ「ラブリー」の二枚看板となる。
「めぐピ」の大ファンであると同時にライバル視もしていて、いつか「めぐピ」をかわして「ラブリー」のアンケート1位を獲得することを夢見ている。
大の男好きで、作中でも一男や菊永など関係する男の大半と性的な関係を持ったほか、ホストクラブにもアシスタントらとよく通っている。
ささおか童路
かつての人気漫画家。近年はヒット作が出ずすっかり「終わった漫画家」と思われていた。
元々は石田が「少年ヴォーカル」編集者だった時代に発掘した漫画家だった関係で、石田が「ヤングヴォーカル」誌上で中古車ブローカーを題材とした漫画「中古車ブローカー・ケン」を描くように依頼（これには上記の通り、一男を原作者として起用することで「めぐピ」への干渉を防ぐ狙いもある）。これが同誌のアンケート1位を取るなど久々のヒット作となるが、ちよりをめぐって一男と大喧嘩を演じたため以後の連載を拒否した。その後の動向は不明。

### アニメ関係者
「めぐピ」は作中でテレビ局・トキオサーティーン（正式社名は「株式会社TOKYO13チャンネル」）によりアニメ化され、水曜18時半からの30分番組という枠にもかかわらず、最終回では78.5%という驚異的な視聴率を叩き出した。
高畠勇
アニメ版「めぐピ」の監督。
元々はテレビアニメ畑の出身だったが、かつてトキオサーティーンで放映されたアニメ「プリンスエドワード島のアン」を制作した際に初回放送時の視聴率が非常に低かったため、当時トキオサーティーン側で同番組を担当していた堀部と対立しテレビアニメ界を去る。その後劇場用アニメの世界で名監督としての地位を確立し、「プリンスエドワード島のアン」も名作として再評価され再放送で高視聴率を獲得するに至ったため、高畠にテレビアニメの監督を依頼することはテレビ界のタブーとされていた。
しかし高畠は、とあるきっかけで「めぐピ」原作を読んで「本当の天才とはこういうのを言うんだな」と衝撃を受け、「原作以上のものは作れない」「私は『原作の伝道師』になる」としてテレビアニメ界へ復帰することを決意。杉村が元々、学生時代に実際にプリンスエドワード島を訪問したこともあったほどの「プリンスエドワード島のアン」のファンだったこともあり、それまで「めぐピ」アニメ化を拒否し続けていた杉村もついにアニメ化にOKを出すに至った。
アニメの制作が決定し、関係者一同で旗家に挨拶に向かう際に右腕を骨折、関係者を慌てふためかせるが、実は左利きであったため作画には影響がなかった。